# Navajo (New Mexico)
Navajo (Navajo:Ni'iijíhí) ist ein Dorf im Nordwesten des US-Bundesstaats New Mexico im McKinley County in der Navajo-Nation-Reservation.
Navajo liegt an der Grenze zu Arizona am Red Lake. Es hat 2097 Einwohner, von denen 34,5 % arbeitslos sind. Die Fläche beträgt 5,9 km². Die nächste große Stadt ist Gallup, etwa 50 Kilometer Luftlinie entfernt.